# Solanum paralum
Solanum paralum là một loài thực vật thuộc họ Solanaceae. Đây là loài đặc hữu của Brasil.